# Fahandrona
Fahandrona is een bestuurslaag in het regentschap Nias van de provincie Noord-Sumatra, Indonesië. Fahandrona telt 897 inwoners (volkstelling 2010).